# 압하스인
압하스인(аҧсуаа, apswaa)은 주로 흑해 연안 지역인 압하지야에 사는 캅카스계 민족이다. 다수의 압하스 디아스포라 인구는 터키에 거주한다. 수많은 압하스인들은 전 소비에트 연방의 다른 일부 지역, 특히 러시아와 우크라이나에도 살고 있다.

## 역사
러시아의 연구가들은 현시대의 압하스인들의 조상들이 고대 지히(Зихи)에서 온 것으로 보고 있다.

## 같이 보기
- 압하스